# 마스카케 유고
마스카케 유고(일본어: 升掛 友護, 2003년 8월 24일~)는 일본의 축구 선수이다.

## 구단 경력
그는 2022년 J1리그의 가시와 레이솔에 입단했다. 2023년 7월 J3리그의 에히메 FC로 임대 이적했다. 2024년 가시와 레이솔로 복귀했다.